# Loxopterygium grisebachii
Loxopterygium grisebachii là một loài thực vật có hoa trong họ Đào lộn hột. Loài này được Hieron. mô tả khoa học đầu tiên năm 1879.